# بکی (شخصیت تلویزیونی)
بکی (انگلیسی: Becky; ۶ مارس ۱۹۸۴ – ) بازیگر، خواننده، صداپیشه، مجری تلویزیون، و مدل (شخص) اهل ژاپن بود.